# Sportovní centrum Morača
Sportovní centrum Morača (cyrilicí: Спортски центар Морача) je největší sportovní centrum v Černé Hoře, nacházející se v hlavním městě Podgorice.

## Historie
Stavba se nachází v nové části Podgorice, na pravém břehu řeky Morači, po níž dostal své jméno. Výstavba tohoto sportovního komplexu začala v roce 1978 a mimo samotnou budovu zahrnuje různá sportovní zařízení které jsou roztroušeny na ploše pěti hektarů.

## Vybavení
Vnitřní vybavení tvoří:
- Velký sál (kapacita 6.000)
- Školící sál
- Combat sportovní hala
- Plavecký bazén
- Sauna
- Stolní tenisová hala
- Bussiness zařízení

Venkovní vybavení:
- Koupaliště
- Tenisové kurty
- Basketbalové, volejbal a házenkářské hřiště

Velký sál slouží jako hlavní aréna v Podgorice. Nejvíce je používána domácími basketbalovými, volejbalovými a házenkářskými týmy s názvem Budućnost
Hostila šesté kvalifikační kolo her EuroBasket 2005. Při této příležitosti došlo k velké rekonstrukci ke splnění norem stanovených FIBA.
Kromě sportovních událostí se zde také mj. pořádají nejrůznější koncerty a večírky.